# Nash LaFayette
La LaFayette è un'autovettura prodotta dalla Nash Motors dal 1934 al 1940. Il modello, nel corso della commercializzazione, ebbe nomi differenti. Dal 1934 al 1936 fu denominata semplicemente LaFayette, nel 1937 venne commercializzata come Nash LaFayette 400 e dal 1938 al 1940 come Nash LaFayette. Il nome della vettura richiamava la casa automobilistica LaFayette Motors Corporation, che fu acquistata dalla Nash nel 1924.

## Storia

### 1934 - 1936: la LaFayette

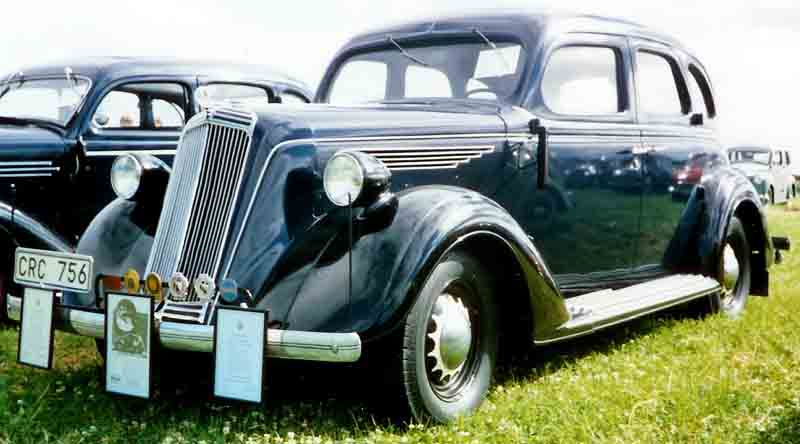
Una LaFayette berlina del 1936

Il telaio era caratterizzato da un passo di 2.870 mm. Il modello aveva installato un motore a otto cilindri in linea e valvole laterali da 3.569 cm³ di cilindrata avente un alesaggio di 82,6 mm e una corsa di 111,1 mm, che erogava 75 CV di potenza. La frizione era monodisco a secco, mentre il cambio era a tre rapporti. La trazione era posteriore. I freni erano meccanici sulle quattro ruote.
Nel 1935 la potenza del motore crebbe a 80 CV. Nel 1936 venne invece aggiornata la linea. La potenza aumentò nuovamente raggiungendo gli 83 CV. Nell'occasione, i freni diventarono idraulici.

### 1937: la Nash LaFayette 400

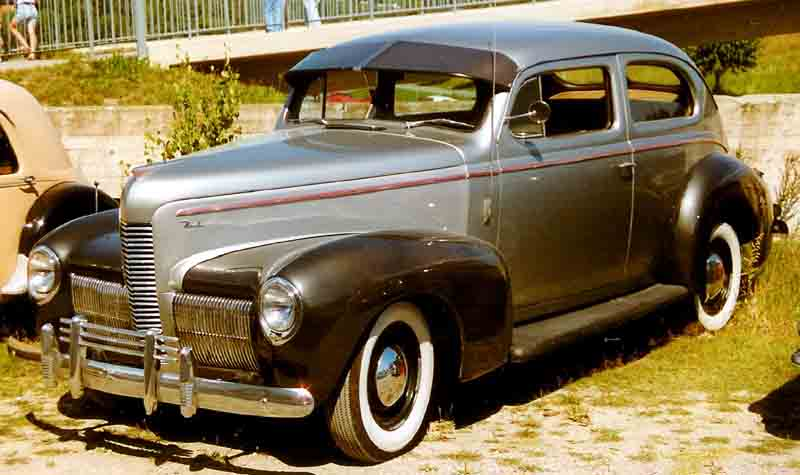
Una Nash LaFayette due porte berlina del 1940

Con gli aggiornamenti del 1936, la LaFayette e la 400 si assomigliavano troppo esteticamente. Così fu deciso di "unificare" i due modelli con il lancio di una nuova vettura a cui fu dato il nome di LaFayette 400. Il nuovo modello aveva installato un motore a sei cilindri in linea da 3.848 cm³ e 90 CV avente un alesaggio di 85,7 mm e una corsa da 111,1 mm. Il passo fu aumentato a 2.972 mm.

### 1938 - 1940: Nash LaFayette
Nel 1938 il modello fu rinominato Nash LaFayette. Il motore restò immutato tranne che per la potenza, che raggiunse i 95 CV. La linea fu aggiornata.
Nel 1939 la linea fu modificata nuovamente. Nell'occasione, la potenza del motore crebbe a 99 CV. Nel 1940 la vettura fu oggetto di un nuovo facelift. La LaFayette uscì di produzione nel 1941 venendo sostituita dalla 600.